# Lesley-Anne Down
Lesley–Anne Down, właśc. Leslie Anne Down (ur. 17 marca 1954 w Londynie) – brytyjska aktorka, piosenkarka i była modelka.
Odtwórczyni roli Madeline Fabray w miniserialu ABC Północ-Południe (North and South, 1985–1986), za którą była nominowana do Złotego Globu dla najlepszej aktorki drugoplanowej w serialu, miniserialu lub filmie telewizyjnym.

## Życiorys

### Młodość
Urodziła się i wychowała w Wandsworth w Londynie w Anglii jako córka Isabelli (z domu Gordon–Young) Down i Jamesa Downa, dozorcy. W 1964 w wieku dziesięciu lat rozpoczęła w Anglii karierę jako modelka, a jako nastolatka wygrała kilka konkursów piękności. Mając 15 lat została wybrana najpiękniejszą nastolatką Wielkiej Brytanii.

### Kariera
Zadebiutowała na dużym ekranie jako 15–latka w drugoplanowej roli Diany w dramacie kryminalnym Szkoła dla nie odebranych dziewcząt (School for Unclaimed Girls, 1969). Później wielokrotnie występowała w filmach takich jak Papież Joanna (Pope Joan, 1972) z Liv Ullmann, czy też debiut reżyserski Kirka Douglasa Nicpoń (Scalawag, 1973) z udziałem Danny’ego DeVito i Brannigan (1975) z tytułową rolą Johna Wayne’a.
Rozpoznawalność przyszła wraz z rolą Lady Georginy Worsley w serialu PBS Schodami w górę, schodami w dół (Upstairs, Downstairs, 1973–1975). Po udziale w komedii Blake’a Edwardsa Różowa Pantera atakuje (The Pink Panther Strikes Again, 1976), komedii muzycznej Mała nocna muzyka (Little Night Music, 1977) z Elizabeth Taylor i dramacie Betsy (The Betsy, 1978) z Laurence’em Olivierem, Katharine Ross i Tommym Lee Jonesem, zagrała postać striptizerki Phyllis Dixey w dramacie telewizyjnym ITV Jedyna i niepowtarzalna Phyllis Dixey (Peek-a-Boo: The One and Only Phyllis Dixey, 1978). Nagrała płytę ścieżką dźwiękową A Little Night Music (1978) z piosenkami z musicalu Stephena Sondheima.
W 1978 otrzymała brytyjską nagrodę filmową „Evening Standard” jako najbardziej obiecująca debiutantka. Była ekranową partnerką Seana Connery’ego w sensacyjnym filmie przygodowym Wielki napad na pociąg (The First Great Train Robbery, 1979), Harrisona Forda w melodramacie wojennym Hanover Street (1979) i Burta Reynoldsa w melodramacie przygodowym Gruby szlif (Rough Cut, 1980).

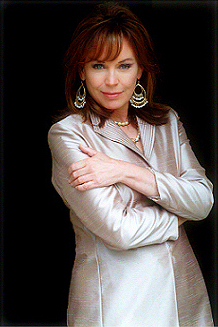
Lesley-Anne Down

Występowała na scenie w przedstawieniach: Wielkie nadzieje, Hamlet, Markiz i Pigmalion. Uznanie wśród telewidzów zapewniły jej role Esmeraldy w telewizyjnej ekranizacji powieści Victora Hugo CBS Dzwonnik z Notre Dame (The Hunchback of Notre Dame, 1982) z Anthonym Hopkinsem, starożytnej arystokratki Chloe w miniserialu ABC Ostatnie dni Pompejów (The Last Days of Pompeii, 1984), tajemniczej Joan Madou w telewizyjnej adaptacji książki Ericha Marii Remarque Łuk triumfalny (Arch of Triumph, 1985) u boku Anthony’ego Hopkinsa. Kreacja Kreolki Madeline Fabray LaMotte Main w ekranizacji książki Johna Jakesa Północ-Południe (North and South, 1985) oraz dwóch sequelach – Północ-Południe II (North and South, Book II, 1986) i Niebo i piekło (Heaven & Hell: North & South, Book III, 1994) przyniosła jej w 1986 nominację do nagrody Złotego Globu. W 1987 była nominowana do statuetki Bravo Otto dla najlepszej gwiazdy telewizyjnej, przyznanej przez niemiecki dwutygodnik dla młodzieży „Bravo”.
W 11 odcinkach 13 sezonu opery mydlanej CBS Dallas (1990) została obsadzona w roli Stephanie Rogers, agentki public relations. Od 6 stycznia 1997 do 20 kwietnia 1999 grała postać Olivii Blake Richards w operze mydlanej NBC Sunset Beach. Pojawiła się potem w roli Lady Sheraton w pięciu odcinkach opery mydlanej NBC Dni naszego życia (Days of Our Lives, 2001). Od 1 kwietnia 2003 do 29 lutego 2012 występowała w roli Jacqueline „Jackie” (wcześniej Payne), byłej prostytutki i założycielki Jackie M Designs, ex–żony Massimo Marone’a (Joseph Mascolo) i żony Owena Knighta (Brandon Beemer) w operze mydlanej CBS Moda na sukces (The Bold and the Beautiful), za którą w 2005 została uhonorowana szwajcarską nagrodą Złotej Róży na festiwalu Rose d’Or Light Entertainment w Lucernie i była nominowana do nagrody Soap Opera Digest w kategorii ulubiony powrót. Śpiewała na albumie Ricka Springfielda The Day After Yesterday (2005). Powróciła do aktorstwa, grając brytyjską premier Margaret Thatcher w dramacie biograficznym Reagan (2020) z Dennisem Quaidem w roli tytułowej.

## Życie prywatne
Była trzykrotnie zamężna i dwukrotnie rozwiedziona. W latach 1969–1979 była w nieformalnym związku z aktorem i scenarzystą Bruce’em Robinsonem, z którym mieszkała przez dziesięć lat po tym, jak poznała go w wieku 15 lat i kiedy opuściła szkołę. 2 marca 1980 zawarła związek małżeński z argentyńskim reżyserem i scenarzystą Enrique Gabrielem. Rozwiedli się w 1981. W latach 1982–1985 jej drugim mężem był reżyser William Friedkin, z którą ma syna Jacka Anthony’ego (ur. 30 sierpnia 1982). 27 września 1986 wyszła za mąż za operatora filmowego Dona Edwarda FauntLeRoya, z którym ma syna George’a-Edwarda (ur. 1998).

## Filmografia

### Filmy
- 1969: All the Right Noises jako Laura
- 1969: Szkoła dla nie odebranych dziewcząt (School for Unclaimed Girls) jako Diana
- 1970: Sin un adiós
- 1971: Diabelski ogród (Assault) jako Tessa Hurst
- 1971: Hrabina Dracula (Countess Dracula) jako Ilona
- 1972: Papież Joanna (Pope Joan) jako Cecilia
- 1973: From Beyond the Grave jako Rosemary Seaton
- 1973: Nicpoń (Scalawag) jako Lucy-Ann
- 1975: Brannigan jako Laura
- 1976: Różowa Pantera kontratakuje (The Pink Panther Strikes Again) jako Olga
- 1977: Mała nocna muzyka (A Little Night Music) jako Anne Egerman
- 1978: Betsy (The Betsy) jako lady Bobby Ayres
- 1979: Wielki napad na pociąg (The First Great Train Robbery) jako Miriam
- 1979: Hanover Street jako Margaret Sellinger
- 1980: Gruby szlif (Rough Cut) jako Gillian Bromley
- 1981: Sfinks (Sphinx) jako Erica Baron
- 1986: Koczownicy (Nomads) jako Flax
- 1992: Out of Control jako Elaine Patterson
- 1993: Nocna pułapka (Night Trap) jako Christine Turner
- 1994: Munchie kontratakuje (Munchie Strikes Back) jako Linda McClelland
- 1994: Niewierni (In the Heat of Passion II: Unfaithful) jako Jean Bradshaw
- 1994: Życzenie śmierci 5 (Death Wish V: The Face of Death) jako Olivia Regent
- 1996: Klub tajnych agentów (The Secret Agent Club) jako Eve
- 1997: Spotkanie Wally’ego Sparksa (Meet Wally Sparks) jako pielęgniarka Hooker
- 2000: Gwardia Królewska (The King’s Guard) jako królowa Beatrice
- 2001: Duch z Meeksville (The Meeksville Ghost) jako Emily Meeks
- 2002: Trzynaste dziecko (13th Child) jako Murphy
- 2005: Prowokacja (Today You Die) jako dyrektor banku
- 2006: Siedem dni Grace (Seven Days of Grace) jako Lillian
- 2006: Najemnik (Mercenary for Justice) jako Newscaster
- 2011: Roznosiciel (Rosewood Lane) jako dr Cloey Talbot
- 2014: Haunted jako Lilian
- 2015: Kill Me, Deadly jako lady Clairmont
- 2016: The List jako Victoria
- 2017: Gates of Darkness jako siostra Clare
- 2017: Justice jako Elizabeth

### Filmy TV
- 1978: Jedyna i niepowtarzalna Phyllis Dixey (The One and Only Phyllis Dixey) jako Phyllis Dixey
- 1982: Dzwonnik z Notre Dame (The Hunchback of Notre Dame) jako Esmeralda
- 1982: Morduje się łatwo (Murder Is Easy) jako Bridget Conway
- 1985: Łuk triumfalny (Arch of Triumph) jako Joan Madou
- 1988: Ladykillers jako Morganna Ross
- 1988: Indiscreet jako Anne Kingston
- 1989: Night Walk jako Geneva
- 1992: 1775 jako Annabelle Proctor
- 1995: Rodem z policji (Family of Cops) jako Anna Novacek
- 1994: Północ-Południe III (Heaven & Hell: North & South, Book III) jako Madeline Main
- 1996: Władca zwierząt 3 (Beastmaster: The Eye of Braxus) jako Morgana
- 1998: Młode serca nieograniczone (Young Hearts Unlimited) jako Barbara Young
- 2001: Jesteś tylko moja (You Belong to Me) jako dr Susan Chandler
- 2001: Żona doskonała (The Perfect Wife) jako Helen Coburn
- 2001: Jesteś tylko moja (You Belong to Me) jako psycholog dr Susan Chancellor
- 2016: Świąteczna dziewczyna (A Cinderella Christmas) jako Viktoria Karmichael

### Seriale TV
- 1971: Six Dates with Barker jako Cheeky
- 1971: Out of the Unknown jako Diana Carver
- 1971: Publiczne oko (Public Eye) jako Anne Biddersloe
- 1973-75: Schodami w górę, schodami w dół (Upstairs, Downstairs) jako Georgina Worsley
- 1974: Bedtime Stories jako Monica
- 1974: The Sweeney jako Caroline Selhurst
- 1976: When the Boat Comes In jako Jane Cromer
- 1977: Play of the Month jako Ellie Dunn
- 1977: Supernatural jako Felizitas
- 1981: BBC2 Playhouse jako Unity Mitford
- 1984: Ostatnie dni Pompeii (The Last Days of Pompeii) jako Chloe
- 1985: Północ – Południe (North and South) jako Madelaine laMotte
- 1986: Północ – Południe (North and South, Book II) jako Madeline LaMotte Main
- 1989: CBS Summer Playhouse jako Cassandra
- 1989: Żabka (CBS Schoolbreak Special) jako spikerka
- 1990: Dallas jako Stephanie Rogers
- 1994: Niebio i Piekło : Północ Południe, księga III (North and South, Book III) jako Madeline Main
- 1994: The Nanny jako Chloe Simpson (sezon 1 odcinek 13)
- 1996: Diagnoza morderstwo (Diagnosis Murder) jako Catherine Windsor
- 1997–1999: Sunset Beach jako Olivia Richards
- 2001: Dni naszego życia (Days of Our Lives) jako lady Sheraton
- 2003-2012:Moda na sukces (The Bold and the Beautiful) jako Jacqueline 'Jackie' Payne Marone